# Calefactor PTC
Un elemento calefactor PTC, calefactor autorregulado o elemento calefactor de coeficiente de temperatura positivo, es un calefactor de material cerámico cuya resistencia aumenta significativamente con la temperatura. El nombre de calefactor autorregulado proviene de la tendencia de estos elementos calefactores a mantener una temperatura constante.
Los elementos calefactores PTC son un tipo de termistor .

## Propiedades
Los elementos calefactores PTC tienen un gran coeficiente de resistencia de temperatura positivo, lo que significa que si se aplica una tensión constante, el elemento produce una gran cantidad de calor cuando su temperatura es baja y una cantidad menor de calor cuando su temperatura es alta. En comparación, la mayoría de los elementos calefactores eléctricos también poseen un coeficiente de temperatura positivo, pero este coeficiente es tan pequeño que producen aproximadamente la misma cantidad de calor independientemente de la temperatura.

### Autorregulación
Algunos elementos calefactores PTC están diseñados para tener un cambio brusco de resistencia a una determinada temperatura. Estos elementos se llaman autorregulados, porque tienden a mantener esa temperatura, aunque cambie la tensión aplicada o la carga térmica. Por debajo de esa temperatura, el elemento produce una gran cantidad de potencia de calefacción, que tiende a aumentar la temperatura del elemento calefactor. Por encima de esa temperatura, el elemento produce poca potencia de calefacción, que tiende a permitir que se enfríe.
En algunas aplicaciones esta característica de autorregulación permite utilizar calefactores PTC sin termostatos ni circuitos de protección contra sobretemperatura. Un uso muy importante de los elementos calefactores autorregulados es asegurarse de que el elemento calefactor no se caliente tanto como para dañarse a sí mismo oa otras partes del calefactor. En algunas aplicaciones, donde el elemento calefactor está conectado directamente al elemento que se calienta, un calefactor de autorregulación también puede proporcionar un control adecuado de la temperatura del elemento a calentar.
Sin embargo, muchas aplicaciones requieren el control de dos temperaturas. Por ejemplo, los calefactores de espacios utilizan elementos calefactores mucho más calientes que la habitación que se calienta. En estas aplicaciones, un termostato puede ser más capaz de detectar y controlar la temperatura del elemento que se está calentando. Sin embargo, todavía se puede utilizar un elemento calefactor autorregulado para evitar que el elemento calefactor se dañe a sí mismo oa otras partes del calefactor.

### Calentamiento rápido
Si se conoce el calor necesario para mantener la temperatura deseada, puede seleccionarse un elemento calefactor PTC para proporcionar la cantidad correcta de calor a la temperatura deseada. Este elemento calefactor se calienta rápidamente, ya que produce más calor a bajas temperaturas. Sin embargo, un elemento calefactor convencional que produce la cantidad correcta de calor a la temperatura deseada producirá la misma cantidad de calor a baja temperatura, lo que resulta en tiempos de calentamiento largos.

### Potencia de calor ajustable
Un calefactor con salida de calor ajustable puede conseguirse con un elemento calefactor PTC más un medio para ajustar la carga de calor. Por ejemplo, uno de estos elementos calefactores puede ajustarse mediante un ventilador de velocidad variable. En el aire tranquilo, este tipo de elemento en particular produce 70 vatios de calor. Aumentar el aire que fluye a través del elemento aumenta la producción de calor. Con un flujo de aire nominal completo, produce 1500 vatios de calor.

### Temperatura ajustable
Si poder ajustar la temperatura es más importante que mantener una temperatura fija, puede utilizarse un material PTC cuya resistencia cambia sin problemas con la temperatura. La temperatura que tiende a mantener este material puede ajustarse cambiando la tensión aplicada.

### Más formas de elementos calefactores factibles
Los elementos calefactores PTC pueden fabricarse en más formas que los elementos calefactores convencionales. Los elementos calefactores convencionales están obligados a ser largos y delgados (a menudo enrollados para ahorrar espacio) para evitar la acumulación actual . Si el elemento se hiciera grueso o de forma irregular, entonces habría más de un camino para la corriente eléctrica. El camino con menor resistencia tendería a calentarse más que el resto del elemento. En casos graves, esto provocaría un fallo en cascada donde el camino de menor resistencia se sobrecalenta y falla, redirige la corriente a otras partes del elemento, haciéndolas también sobrecalentar y fallar.
Los elementos PTC se pueden construir gruesos o de forma irregular, puesto que si un camino a través del elemento se calienta más que el resto, la resistencia del camino aumentará, redirige la corriente eléctrica sin sobrecalentar.
Una aplicación de un elemento calefactor de forma especial es aumentar la superficie del elemento calefactor. Una gran superficie significa que el elemento puede funcionar a menor temperatura y todavía entregar una gran cantidad de calor. La menor temperatura puede hacer que un calefactor sea más seguro. Sin embargo, otras medidas de seguridad pueden garantizar la seguridad de los calefactores convencionales.
Otra aplicación de un elemento de calentamiento de forma especial es que coincida mucho con la forma del elemento que se calienta, lo que ayuda a asegurar que el objeto se mantenga cerca de la misma temperatura del elemento calefactor.

## Materiales PTC
Los elementos calefactores de coeficiente de temperatura positivo pueden fabricarse con diversos materiales.

### Tipos cerámicos
Aunque los materiales cerámicos más comunes disponibles son los aislantes eléctricos, algunos conducen a la electricidad con un coeficiente de temperatura positivo. Estos elementos calefactores de cerámica PTC a menudo se suelen llamar "stones".

### Polímeros
Algunos polímeros son adecuados como materiales de calefacción PTC. Estos tienen la propiedad útil que se pueden realizar en forma de tintas. Los elementos calefactores de forma compleja pueden fabricarse fácilmente mediante técnicas de impresión. Si las tintas se imprimen sobre un sustrato flexible, todo el elemento calefactor puede ser flexible.
Un tipo de polímero es un caucho PTC, que es un tipo de caucho de silicona.

## Funcionamiento
Dado que los elementos calefactores PTC son un tipo de termistor,  comparten los  mismos principios de funcionamiento. Los detalles dependen del tipo de material pero una clase de materiales muy utilizados son la cerámica cristalina. Durante la fabricación, se añaden dopantes para dar propiedades semiconductores al material. Estos materiales tienen coeficientes de temperatura algo negativos a bajas temperaturas y a altas temperaturas, pero existe un rango de temperaturas intermedio donde tienen coeficientes de temperatura positivos útiles. Estos materiales tienen una temperatura crítica donde la resistividad cambia bastante notablemente. Esta temperatura se llama temperatura de Curie, porque las propiedades magnéticas del material también cambian notablemente.        
El coeficiente de temperatura de un elemento calefactor PTC es generalmente una función de la temperatura. La ecuación de Steinhart-Hart se utiliza a menudo para aproximar esta función. En algunas aplicaciones en las que el calefactor sólo se utiliza en un rango de temperaturas estrecho, una ecuación lineal sencilla puede ser adecuada.